# إدنبره الجنوبية (دائرة انتخابية في المملكة المتحدة)
ادنبره الجنوبية  (بالإنجليزية: Edinburgh South)‏ هي إحدى الدوائر الانتخابية في المملكة المتحدة الممثلة في مجلس العموم في برلمان المملكة المتحدة.
عضو البرلمان الذي يمثلها حالياً هو :Nigel Griffiths (Lab).